# Food & Life
Die Food & Life ist eine Messe für Essen, Trinken und Lifestyle mit mehr als 250 Ausstellern auf über 10.000 Quadratmetern Ausstellungsfläche. Aussteller sind kleine Manufakturen mit regionalen Spezialitäten, Brenner, Brauer, Kaffeeröster, Chocolatiers, Metzger, Bäcker sowie Start-ups aus der Foodszene. Daneben treten Köche live auf. Die Messe findet zweimal im Jahr in München statt:
- im Herbst parallel zur Heim+Handwerk, Süddeutschlands größter Publikumsmesse zum Wohnen, Einrichten und Bauen und

- im Frühjahr parallel zur Internationalen Handwerksmesse.

## Verkehrsanbindung
Die Food & Life findet auf dem Gelände der Messe München statt. Zu erreichen ist sie mit der U-Bahn-Linie U2 (Richtung Messestadt Ost) oder über die Autobahn A94.